# Campeonato Mundial de Atletismo de 2007 - 200 m feminino
A competição dos 200 metros feminino no Campeonato Mundial de Atletismo de 2007 foi realizada no Estádio Nagai, em Osaka, no Japão, entre os dias 29 a 31 de agosto de 2007.

## Recordes
Antes desta competição, os recordes mundiais e do campeonato nesta prova eram os seguintes:
| Tipo                  | Atleta                   | Tempo | Local | Data                   |
| --------------------- | ------------------------ | ----- | ----- | ---------------------- |
|                       | Florence Griffith-Joyner | 21.34 | Seul  | 29 de setembro de 1988 |
| Recorde do campeonato | Silke Gladisch-Möller    | 21.74 | Roma  | 3 de setembro de 1987  |

## Medalhistas
| Ouro                | Prata                   | Bronze                      |
| Allyson Felix (USA) | Veronica Campbell (JAM) | Susanthika Jayasinghe (SRI) |

## Calendário
Todos os horários estão no horário local (UTC+9)
| Data         | Horário | Fase             |
| ------------ | ------- | ---------------- |
| 29 de agosto | 10:40   | Eliminatórias    |
| 29 de agosto | 19:40   | Quartas de final |
| 30 de agosto | 22:00   | Semifinal        |
| 31 de agosto | 21:15   | Final            |

## Resultados

### Eliminatórias
Qualificação: Os 4 primeiros de cada bateria (Q) e os 8 melhores tempos (q) avançam para as quartas de final.
Bateria 1
| Pos. | Raia | Atleta                | Nacionalidade  | Tempo | Notas |
| ---- | ---- | --------------------- | -------------- | ----- | ----- |
| 1    | 4    | Allyson Felix         | Estados Unidos | 22.50 | Q     |
| 2    | 8    | Susanthika Jayasinghe | Sri Lanka      | 22.55 | Q,    |
| 3    | 3    | Sherry Fletcher       | Granada        | 22.94 | Q     |
| 4    | 7    | Roxana Díaz           | Cuba           | 23.06 | Q     |
| 5    | 5    | Tahesia Harrigan      | Ilhas Caimã    | 23.46 | q     |
| 6    | 6    | Myriam Léonie Mani    | Camarões       | 23.66 |       |
| -    | 2    | Fabienne Féraez       | Benim          | DNS   |       |

Bateria 2
| Pos. | Raia | Atleta                   | Nacionalidade  | Tempo | Notas                |
| ---- | ---- | ------------------------ | -------------- | ----- | -------------------- |
| 1    | 2    | LaShauntea Moore         | Estados Unidos | 22.93 | Q                    |
| 2    | 6    | Debbie Ferguson-McKenzie | Bahamas        | 23.07 | Q                    |
| 3    | 5    | Yelena Bolsun            | Rússia         | 23.11 | Q                    |
| 4    | 4    | Zudikey Rodríguez        | México         | 23.96 | Q                    |
| 5    | 3    | Kay Khine Lwin           | Myanmar        | 24.50 | Recorde da temporada |
| 6    | 8    | Abdikarim Sheikh Fowzio  | Somália        | 30.87 | Recorde pessoal      |
| -    | 7    | Emily Freeman            | Grã-Bretanha   | DSQ   |                      |
| -    | 9    | Rakia Al-Gassra          | Bahrein        | DNS   |                      |

Bateria 3
| Pos. | Raia | Atleta                 | Nacionalidade            | Tempo | Notas |
| ---- | ---- | ---------------------- | ------------------------ | ----- | ----- |
| 1    | 2    | Tezzhan Naimova        | Bulgária                 | 22.84 | Q     |
| 2    | 4    | LaVerne Jones          | Ilhas Virgens Americanas | 23.04 | Q     |
| 3    | 7    | Yuliya Chermoshanskaya | Rússia                   | 23.21 | Q     |
| 4    | 3    | Iryna Shtanhyeyeva     | Ucrânia                  | 23.23 | Q     |
| 5    | 5    | Geraldine Pillay       | África do Sul            | 23.39 | q     |
| 6    | 6    | Gretta Taslakian       | Líbano                   | 24.35 |       |
| -    | 8    | Monika Bejnar          | Polónia                  | DNS   |       |

Bateria 4
| Pos. | Raia | Atleta             | Nacionalidade            | Tempo | Notas            |
| ---- | ---- | ------------------ | ------------------------ | ----- | ---------------- |
| 1    | 4    | Sanya Richards     | Estados Unidos           | 22.74 | Q                |
| 2    | 8    | Cydonie Mothersill | Ilhas Virgens Britânicas | 22.86 | Q                |
| 3    | 7    | Aleen Bailey       | Jamaica                  | 22.94 | Q                |
| 4    | 2    | Vida Anim          | Gana                     | 23.16 | Q                |
| 5    | 3    | Guzel Khubbieva    | Uzbequistão              | 23.25 | q,               |
| 6    | 6    | Louise Ayétotché   | Costa do Marfim          | 23.34 | q                |
| 7    | 8    | Ewelina Klocek     | Polónia                  | 23.38 | q                |
| 8    | 9    | Kirsten Nieuwendam | Suriname                 | 24.52 | Recorde nacional |

Bateria 5
| Pos. | Raia | Atleta                | Nacionalidade         | Tempo | Notas |
| ---- | ---- | --------------------- | --------------------- | ----- | ----- |
| 1    | 3    | Muriel Hurtis-Houairi | França                | 22.83 | Q     |
| 2    | 2    | Kim Gevaert           | Bélgica               | 22.91 | Q     |
| 3    | 4    | Virgil Hodge          | São Cristóvão e Neves | 23.00 | Q     |
| 4    | 7    | Cathleen Tschirch     | Alemanha              | 23.30 | Q     |
| 5    | 5    | Felipa Palacios       | Colômbia              | 23.32 | q     |
| 6    | 8    | Olena Chebanu         | Ucrânia               | 23.40 | q,    |
| 7    | 6    | Kadiatou Camara       | Mali                  | 23.48 |       |

Bateria 6
| Pos. | Raia | Atleta                  | Nacionalidade   | Tempo | Notas                |
| ---- | ---- | ----------------------- | --------------- | ----- | -------------------- |
| 1    | 5    | Veronica Campbell       | Jamaica         | 22.87 | Q                    |
| 2    | 2    | Torri Edwards           | Estados Unidos  | 22.90 | Q                    |
| 3    | 4    | Joice Maduaka           | Grã-Bretanha    | 23.22 | Q                    |
| 4    | 3    | Affoué Amandine Allou   | Costa do Marfim | 23.24 | Q,                   |
| 5    | 7    | Natalia Rusakova        | Rússia          | 23.24 | q                    |
| 6    | 8    | Ionela Târlea-Manolache | Roménia         | 23.48 |                      |
| 7    | 6    | Sakie Nobuoka           | Japão           | 23.74 | Recorde da temporada |

### Quartas de final
Qualificação: Os 4 primeiros de cada bateria avançam para as semifinais.
Bateria 1
| Pos. | Raia | Atleta                 | Nacionalidade            | Tempo | Notas                |
| ---- | ---- | ---------------------- | ------------------------ | ----- | -------------------- |
| 1    | 6    | Sanya Richards         | Estados Unidos           | 22.31 | Q,                   |
| 2    | 7    | Susanthika Jayasinghe  | Sri Lanka                | 22.55 | Q,                   |
| 3    | 4    | Virgil Hodge           | São Cristóvão e Neves    | 22.84 | Q                    |
| 4    | 5    | LaVerne Jones          | Ilhas Virgens Americanas | 23.03 | Q                    |
| 5    | 8    | Yuliya Chermoshanskaya | Rússia                   | 23.15 |                      |
| 6    | 3    | Olena Chebanu          | Ucrânia                  | 23.21 | Recorde da temporada |
| 7    | 9    | Felipa Palacios        | Colômbia                 | 23.24 |                      |
| 8    | 2    | Cathleen Tschirch      | Alemanha                 | 23.50 |                      |

Bateria 2
| Pos. | Raia | Atleta             | Nacionalidade            | Tempo | Notas |
| ---- | ---- | ------------------ | ------------------------ | ----- | ----- |
| 1    | 5    | Allyson Felix      | Estados Unidos           | 22.61 | Q     |
| 2    | 7    | Yelena Bolsun      | Rússia                   | 22.80 | Q     |
| 3    | 4    | Cydonie Mothersill | Ilhas Caimã              | 22.82 | Q     |
| 4    | 6    | Kim Gevaert        | Bélgica                  | 22.96 | Q     |
| 5    | 3    | Guzel Khubbieva    | Uzbequistão              | 23.28 |       |
| 6    | 2    | Tahesia Harrigan   | Ilhas Virgens Britânicas | 23.52 |       |
| 7    | 8    | Joice Maduaka      | Grã-Bretanha             | 23.62 |       |
| 8    | 9    | Zudikey Rodríguez  | México                   | 24.31 |       |

Bateria 3
| Pos. | Raia | Atleta             | Nacionalidade   | Tempo | Notas           |
| ---- | ---- | ------------------ | --------------- | ----- | --------------- |
| 1    | 5    | Veronica Campbell  | Jamaica         | 22.55 | Q               |
| 2    | 6    | Torri Edwards      | Estados Unidos  | 22.62 | Q               |
| 3    | 7    | Tezzhan Naimova    | Bulgária        | 22.87 | Q               |
| 4    | 3    | Sherry Fletcher    | Granada         | 23.02 | Q               |
| 5    | 8    | Iryna Shtanhyeyeva | Ucrânia         | 23.17 |                 |
| 6    | 9    | Ewelina Klocek     | Polónia         | 23.26 | Recorde pessoal |
| 7    | 2    | Vida Anim          | Gana            | 23.47 |                 |
| 8    | 3    | Louise Ayétotché   | Costa do Marfim | 23.60 |                 |

Bateria 4
| Pos. | Raia | Atleta                   | Nacionalidade   | Tempo | Notas |
| ---- | ---- | ------------------------ | --------------- | ----- | ----- |
| 1    | 5    | Aleen Bailey             | Jamaica         | 22.60 | Q,    |
| 2    | 7    | LaShauntea Moore         | Estados Unidos  | 22.71 | Q     |
| 3    | 8    | Roxana Díaz              | Cuba            | 22.79 | Q     |
| 4    | 6    | Debbie Ferguson-McKenzie | Bahamas         | 22.81 | Q     |
| 5    | 4    | Muriel Hurtis-Houairi    | França          | 22.86 |       |
| 6    | 3    | Natalia Rusakova         | Rússia          | 22.97 |       |
| 7    | 9    | Affoué Amandine Allou    | Costa do Marfim | 23.46 |       |
| 8    | 2    | Geraldine Pillay         | África do Sul   | 23.55 |       |

### Semifinal
Qualificação: Os 4 primeiros de cada bateria avançam para as finais.
Bateria 1
| Pos. | Raia | Atleta             | Nacionalidade         | Tempo  | Notas |
| ---- | ---- | ------------------ | --------------------- | ------ | ----- |
| 1    | 7    | Allyson Felix      | Estados Unidos        | 22.21  | Q     |
| 2    | 5    | Veronica Campbell  | Jamaica               | 22.44  | Q     |
| 3    | 4    | Torri Edwards      | Estados Unidos        | 22.51, | Q     |
| 4    | 9    | Cydonie Mothersill | Ilhas Caimã           | 22.78  | Q     |
| 5    | 8    | Sherry Fletcher    | Granada               | 22.96  |       |
| 6    | 6    | Yelena Bolsun      | Rússia                | 23.01  |       |
| 7    | 3    | Virgil Hodge       | São Cristóvão e Neves | 23.06  |       |
| -    | 2    | Kim Gevaert        | Bélgica               | DNS    |       |

Bateria 2
| Pos. | Raia | Atleta                   | Nacionalidade            | Tempo | Notas |
| ---- | ---- | ------------------------ | ------------------------ | ----- | ----- |
| 1    | 6    | Sanya Richards           | Estados Unidos           | 22.50 | Q     |
| 2    | 7    | Aleen Bailey             | Jamaica                  | 22.65 | Q     |
| 3    | 5    | Susanthika Jayasinghe    | Sri Lanka                | 22.66 | Q     |
| 4    | 4    | LaShauntea Moore         | Estados Unidos           | 22.73 | Q     |
| 5    | 3    | Tezzhan Naimova          | Bulgária                 | 22.88 |       |
| 6    | 8    | Roxana Diaz              | Cuba                     | 22.98 |       |
| 7    | 9    | Debbie Ferguson-McKenzie | Bahamas                  | 23.27 |       |
| 8    | 2    | LaVerne Jones            | Ilhas Virgens Americanas | 23:34 |       |

### Final
A final ocorreu dia 31 de agosto às 21:15.
| Pos.              | Atleta                | Nacionalidade  | Tempo | Notas                |
| ----------------- | --------------------- | -------------- | ----- | -------------------- |
| Medalha de ouro   | Allyson Felix         | Estados Unidos | 21.81 | Melhor marca do ano  |
| Medalha de prata  | Veronica Campbell     | Jamaica        | 22.34 | Recorde da temporada |
| Medalha de bronze | Susanthika Jayasinghe | Sri Lanka      | 22.63 |                      |
| 4                 | Torri Edwards         | Estados Unidos | 22.65 |                      |
| 5                 | Sanya Richards        | Estados Unidos | 22.70 |                      |
| 6                 | Aleen Bailey          | Jamaica        | 22.72 |                      |
| 7                 | LaShauntea Moore      | Estados Unidos | 22.97 |                      |
| 8                 | Cydonie Mothersille   | Ilhas Caimã    | 23.08 |                      |

Legenda
| Recorde mundial       | Recorde mundial (World record)               |                       | Recorde africano                      | Recorde africano (African) |                                           | Q | Classificado por posição (Qualified) |
| Recorde do campeonato | Recorde do campeonato (Championship record)  | Recorde da América    | Recorde da América (Americas)         | q                          | Classificado por melhor tempo (Qualified) |   |                                      |
| Melhor marca do ano   | Melhor marca do ano (World leading)          | Recorde asiático      | Recorde asiático (Asian)              | DNS                        | Não largou (Did not start)                |   |                                      |
| Recorde nacional      | Recorde nacional (National record)           | Recorde europeu       | Recorde europeu (European)            | DNF                        | Não terminou (Did not finish)             |   |                                      |
| Recorde pessoal       | Recorde pessoal do atleta (Personal best)    | Recorde da Oceania    | Recorde da Oceania (Oceania)          | DSQ / DQ                   | Desclassificado (Disqualified)            |   |                                      |
| Recorde da temporada  | Recorde da temporada do atleta (Season best) | Recorde sul-americano | Recorde sul-americano (South America) | NM                         | Sem marca (No mark)                       |   |                                      |